# Йованович, Мирослав (историк)
Мирослав Йованович (1 мая 1962, Белград — 8 января 2014, Баина-Башта) — сербский историк, профессор Отделения истории Философского (общегуманитарного) факультета Белградского университета. Специалист по истории Балкан и России, выдающийся исследователь истории русской эмиграции XX века.

## Образование и академическая карьера
Окончил начальную и среднюю школу в Белграде. Образование историка получил на Отделении истории Философского (общегуманитарного) факультета Белградского университета, там же получил научные степени кандидата и доктора исторических наук и звание профессора. Под научным руководством проф. д.и.н. А. Митровича в 1993 г. защитил кандидатскую диссертацию на тему «Прибытие русских беженцев в Королевство СХС 1919—1924», а в 2001 г. успешно защитил докторскую диссертацию на тему «Русская эмиграция на Балканах 1920—1940».
С 1989 г. работал на Отделении истории Философского (общегуманитарного факультета) Белградского университета. Читал спецкурсы в университетах других стран: в России (Исторический факультет МГУ им. М. В. Ломоносова, МГИМО (У)),Болгарии (Исторический факультет Софийского государственного университета), в Республике Сербской и Германии.

## Научная деятельность
Основные области научного интереса профессора Йовановича лежали в новейшей истории. В первую очередь, это были исследования истории русской эмиграции первой половины XX века, работы по истории России (СССР) и истории Балкан. Мирослав Йованович занимался также методологией и теорией исторической науки. Именно в силу этих причин были созданы его труды по истории сербской историографии, а также работы, затрагивавшие проблематику социальной и культурной истории сербского народа в XIX и XX веках.
Как координатор и руководитель он участвовал в нескольких международных проектах: Repräsentationen des sozialistischen Jugoslawien im Umbruch (2012—2013), History and History Teaching in Southeast Europe (2000—2002), Москва и Сербия: Белград и Россия — пять веков истории (2007—2014), Русская политика на Балканах и в Сербии (Югославии) (2011—2014). Он был редактором и членом редакции иностранных и отечественных журналов и публикаций: «Русский сборник: Исследования по истории России», Москва; «Годишњак за друштвену историју», Белград; «Зборник радова Народног музеја», Чачак; серии «Serbica» и «Rossica», Общество социальной истории, Белград и серия «Историческая мысль», Сербская литературная община, Белград. Мирослав Йованович основал Центр современной истории Балкан (2006) и Центр по изучению России при Философском факультете Белградского университета (2010).
Мирослав Йованович был председателем Попечительского совета Архива Сербии и членом Попечительского совета Института новейшей истории Сербии. В Андричграде Мирослав Йованович являлся директором Исторического отделения Института И.Андрича и президентом Международного научного комитета по увековечиванию памяти 100-летия Первой мировой войны
В 2012 году Мирослав Йованович получил Награду города Белграда за общественные и гуманитарные науки за свой труд «Сербы и русские. 12-21 век (история взаимоотношений)».

### Монографии
1. Досељавање руских избеглица у Краљевину СХС 1919—1924, Београд 1996, 385.
2. Језик и друштвена историја. Друштвеноисторијски оквири полемике о српском књижевном језику, Београд 2002, 230.
3. Србија 1804—2004: три виђења или позив на дијалог, Београд 2005, 205. (са Љубодрагом Димићем и Дубравком Стојановић); Србија 1804—2004: три виђења или позив на дијалог (друго е-издање), Београд 2009, 234. (са Љ. Димићем и Д. Стојановић)
4. Русская эмиграция на Балканах (1920—1940), Москва 2005, 484.
5. Руска емиграција на Балкану (1920—1940), Београд 2006, 559.
6. Србија 1804—2004: 200 година развоја оптерећеног дисконтинуитетима — седам теза, Београд: Нова Европа, 2006, 71.
7. Криза историје: српска историографија и друштвени изазови краја 20. и почетка 21. века, Београд 2009, 263. (са Радивојем Радићем)
8. Срби и Руси 12-21 век (Историја односа), Београд: Народна библиотека Србије 2012, 254.

### Сборники документов
1. В. Станојевић, Историја српског војног санитета. Наше ратно санитетско искуство, (приређивач са Мирославом Перишићем, аутор поговора, писац биографија аутора, састављач библиографије, приређивач докумената), Београд 1992. (2. издање)
2. Between the archives and the field: A dialogue on historical anthropology of the Balkans. (Editor, with Karl Kaser and Slobodan Naumović), Belgrade-Graz 1999, 276.(друго издање: Lit Verlag: Münster-Hamburg-Berlin-London 2004.)
3. Childhood in South East Europe: Historical Perspectives on Growing Up in the 19th and 20th Century, (Editor with Slobodan Naumović), Belgrade-Graz 2001, 302.(друго издање: Lit Verlag: Münster-Hamburg-Berlin-London 2004.)
4. Gender relations in South Easetrn Europe: Historical Perspectives on Womanhood and Manhood in 19th and 20th Century, (Editor with Slobodan Naumović), Belgrade-Graz 2002, 410.(друго издање: Lit Verlag: Münster-Hamburg-Berlin-London 2004.)
5. Против Вука: Српска грађанска интелигенција 18. и 19. века о језику и његовој реформи, Београд 2004, 410.
6. Модерна српска држава 1804—2004: хронологија, (Аутор-редактор са Љ. Димићем, Љ. Трговчевић, М. Ристовићем, Д. Стојановић, П. Марковићем, Б. Прпом и М. Перишићем) Београд 2004, 534.
7. Сербия о себе, (Редактор-составитель), Москва, Издательство «Европа» 2005, 507.
8. Живети у Београду: Документа Управе града Београда. Књига 1-6, (Приређивач са Предрагом Марковићем, Мирославом Перишићем, Дубравком Стојановић, Миланом Ристовићем и Гораном Милорадовићем), Београд 2003—2008.
9. Срби о Русији и Русима: Од Елизавете Петровне до Владимира Путина (1750—2010) — Антологија, (приређивач), Београд 2011, 857.
10. Москва-Србија, Београд-Русија = Москва-Сербия, Белград-Россия: документа и материјали. Том I—II. Друштвене и политичке везе, (Председник редакције), Београд — Москва 2009, 2011.

### Важнейшие статьи
1. «Стаљинизам», у: Историјски гласник 1-2 (1993), 103—119.
2. «Русија у егзилу. Оквири, домети и начелни проблеми истраживања», у: Руска емиграција у српској култури XX века. Зборник радова том I, Београд 1994, 22-37;
3. «Boljševička agentura na Balkanu 1920—1923. (Teze o organizaciji, strukturi, planovima i praksi)», u: Istorija 20. veka , 2 (1995), 37-50.
4. «Kraljevina SHS i antiboljševička Rusija 1918—1924. Skica za sveobuhvatno tumačenje», u: Tokovi istorije 1-2 (1995), 93-126;
5. «Прогнана елита. Социјална структура руске избегличке колоније у Краљевини СХС», у: Годишњак за друштвену историју, Год. II, св. 3 (1995), 297—321.
6. «У лавиринту традиција: Од ‘Св. Саве’ до ‘Митраљете’ и ‘Ћићка’ (Савремени називи основних школа у Србији). Прилог истраживању проблема обележавања традиција у савременом животу Србије», у: Годишњак за друштвену историју, Год. IV, св. 1 (1997), 97-111.
7. "’Instability and infertility’ — famili and marital relations of the Russian refugees in the Kingdom of Yugoslavia. Three theses towards understanding of some basic problems"in: M.Jovanovic, K.Kaser, S.Naumovic (Eds.), Between the archives and the field: A dialogue on historical anthropology of the Balkans. Belgrade — Graz 1999, 101—114.
8. «'Умреть за Родину': Первая мировая война или столкновение 'обичного человека' с тотальной войной», в: Последняя война Императорской России, Сб. статей под редакцией О. Р. Айрапетова, Москва 2002, pp. 136–157.
9. [http://www.udi.rs/articles/M_Jovanovic.pdf "Наслеђе "ви[[е классе»: одраз друштва у српском књижевном, културном и научном наслеђу 18. века (Прилог проучавању српских грађанских традиција 18. века)», у: Годишњак за друштвену историју Год. IX, св. 1-3, (2002), 7-27.]]
10. «O „krilatom Vuku“ i „Aždajama graždanske misli“: Stereotipi i mitovi o Vuku Karadžiću i njegovim oponentima (u nauci)», u: Istorija i sećanje: studije istorijske svesti, Beograd 2006, 191—228.
11. «Das russische Exil in den Balkanstaaten nach dem Ende des Burgerkrieges 1919—1920/22», in: D. Dahlmann (Hg.), Unfreiwilliger Aufbruch: Migration und Revolution von der Franzosischen Revolution bis zum Prager Fruhling, Essen 2007, 81-114.
12. «Руска православна загранична црква у Југославији током двадесетих и тридесетих година 20. века», у: Српска теологија у двадесетом веку: истраживачки проблеми и резултати. Књига 3 (2008),160-178.
13. «20. октобар: од ослобођења до окупације Београда (Радикална трансформација једног политичког симбола)», у: Ослобођење Београда 1944. Зборник радова, Београд 2010, 505—523.
14. «Tri Titove Juogslavije: moćna, napredna i zločinačka — Tri kontekstualna okvira istoriografskih tumačenja istorije socijalističke Jugoslavije», u: Tito — Viđenja i tumačenja. Zbornik radova, Beograd: Institut za noviju istoriju Srbije, 2011, s. 552—561.